# Rychlobruslení na Zimních olympijských hrách 1936
Závody v rychlobruslení se na Zimních olympijských hrách 1936 v Garmisch-Partenkirchenu uskutečnily ve dnech 11. až 14. února 1936 na otevřené dráze na jezeře Rießersee.

## Přehled

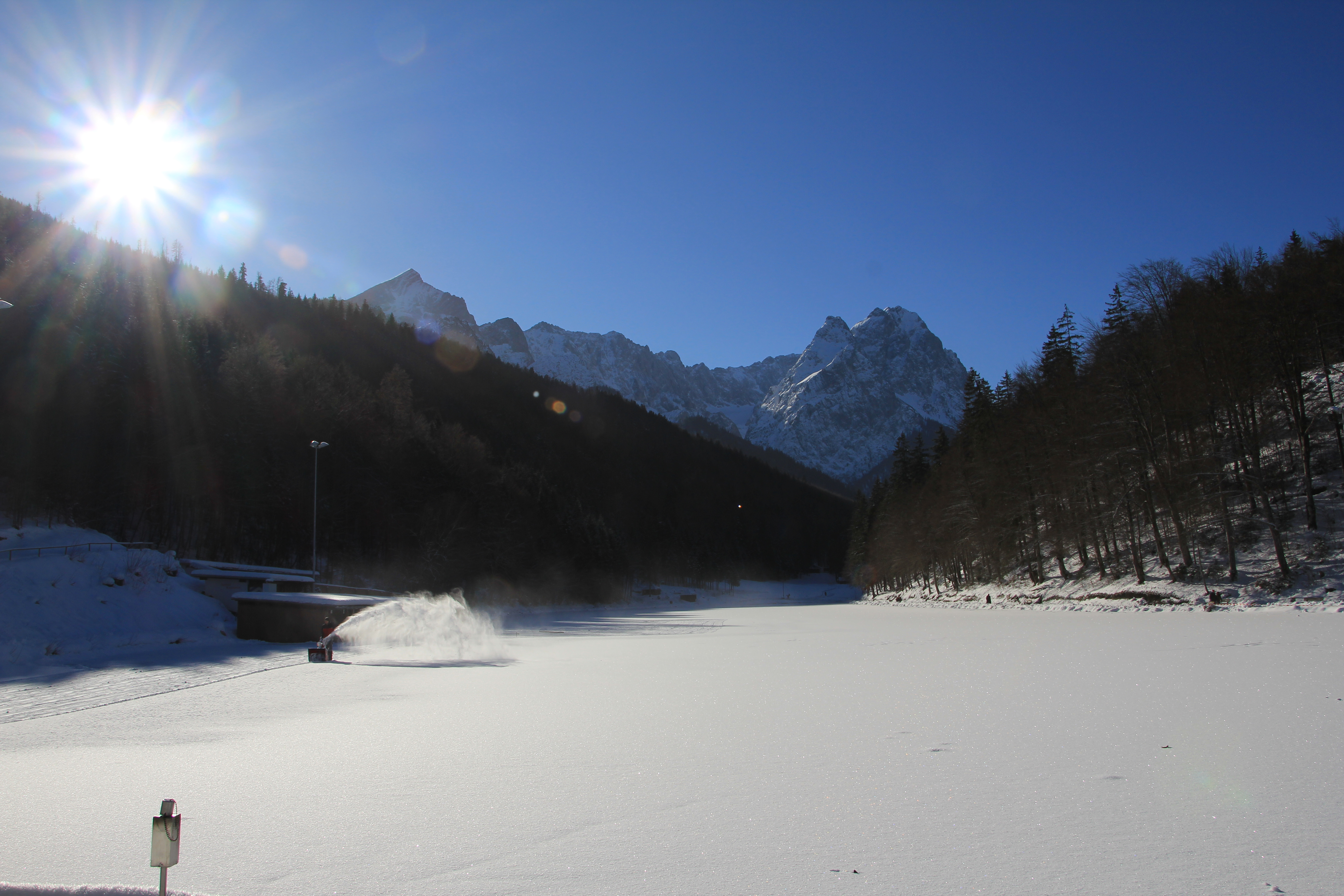
Zamrzlé Rießersee

V Garmisch-Partenkirchenu byly na programu čtyři závody pro muže, startovalo se na tratích 500 m, 1500 m, 5000 m a 10 000 m.

## Medailové pořadí zemí
| Pořadí                       | Země           | Zlato | Stříbro | Bronz | Celkově |
| ---------------------------- | -------------- | ----- | ------- | ----- | ------- |
| 1.                           | Norsko (NOR)   | 4     | 2       | 0     | 6       |
| 2.                           | Finsko (FIN)   | 0     | 2       | 2     | 4       |
| 3.                           | Rakousko (AUT) | 0     | 0       | 1     | 1       |
| Spojené státy americké (USA) | 0              | 0     | 1       | 1     |         |
| Celkově                      | Celkově        | 4     | 4       | 4     | 12      |

## Muži

### 500 m
| Pořadí           | Jméno             | Země                   | Čas        | Ztráta |
| ---------------- | ----------------- | ---------------------- | ---------- | ------ |
| Zlatá medaile    | Ivar Ballangrud   | Norsko                 | 43,4 (=OR) | 0,0    |
| Stříbrná medaile | Georg Krog        | Norsko                 | 43,5       | +0,1   |
| Bronzová medaile | Leo Freisinger    | Spojené státy americké | 44,0       | +0,6   |
| 4.               | Šozo Išihara      | Japonsko               | 44,1       | +0,7   |
| 5.               | Del Lamb          | Spojené státy americké | 44,2       | +0,8   |
| 6.               | Allan Potts       | Spojené státy americké | 44,8       | +1,4   |
| 6.               | Karl Leban        | Rakousko               | 44,8       | +1,4   |
| 8.               | Jorma Ruissalo    | Finsko                 | 44,9       | +1,5   |
| 8.               | Antero Ojala      | Finsko                 | 44,9       | +1,5   |
| 8.               | Birger Wasenius   | Finsko                 | 44,9       | +1,5   |
|                  |                   |                        |            |        |
| 30.              | Jaromír Turnovský | Československo         | 47,8       | +4,4   |
| 32.              | Oldřich Hanč      | Československo         | 49,8       | +6,4   |

### 1500 m
| Pořadí           | Jméno                | Země                   | Čas         | Ztráta |
| ---------------- | -------------------- | ---------------------- | ----------- | ------ |
| Zlatá medaile    | Charles Mathiesen    | Norsko                 | 2:19,2 (OR) | 0,0    |
| Stříbrná medaile | Ivar Ballangrud      | Norsko                 | 2:20,2      | +1,0   |
| Bronzová medaile | Birger Wasenius      | Finsko                 | 2:20,9      | +1,7   |
| 4.               | Leo Freisinger       | Spojené státy americké | 2:21,3      | +2,1   |
| 5.               | Max Stiepl           | Rakousko               | 2:21,6      | +2,4   |
| 6.               | Karl Wazulek         | Rakousko               | 2:22,2      | +3,0   |
| 7.               | Harry Haraldsen      | Norsko                 | 2:22,4      | +3,2   |
| 8.               | Hans Engnestangen    | Norsko                 | 2:23,0      | +3,8   |
| 9.               | Ossi Blomqvist       | Finsko                 | 2:23,2      | +4,0   |
| 9.               | Antero Ojala         | Finsko                 | 2:23,2      | +4,0   |
| 9.               | Dolph van der Scheer | Nizozemsko             | 2:23,2      | +4,0   |
|                  |                      |                        |             |        |
| 31.              | Jaromír Turnovský    | Československo         | 2:30,5      | +11,3  |
| 35.              | Oldřich Hanč         | Československo         | 2:57,8*     | +38,6  |

* pád

### 5000 m

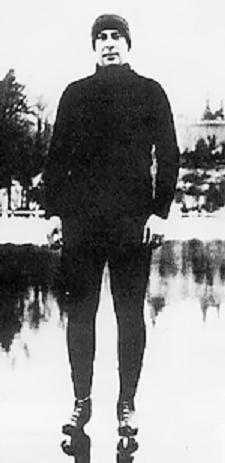
Estonský rychlobruslař Aleksander Mitt na ZOH 1936

| Pořadí           | Jméno                | Země           | Čas         | Ztráta |
| ---------------- | -------------------- | -------------- | ----------- | ------ |
| Zlatá medaile    | Ivar Ballangrud      | Norsko         | 8:19,6 (OR) | 0,0    |
| Stříbrná medaile | Birger Wasenius      | Finsko         | 8:23,3      | +3,7   |
| Bronzová medaile | Antero Ojala         | Finsko         | 8:30,1      | +10,5  |
| 4.               | Jan Langedijk        | Nizozemsko     | 8:32,0      | +12,4  |
| 5.               | Max Stiepl           | Rakousko       | 8:35,0      | +15,4  |
| 6.               | Ossi Blomqvist       | Finsko         | 8:36,6      | +17,0  |
| 7.               | Charles Mathiesen    | Norsko         | 8:36,9      | +17,3  |
| 8.               | Karl Wazulek         | Rakousko       | 8:38,4      | +18,8  |
| 9.               | Michael Staksrud     | Norsko         | 8:38,5      | +18,9  |
| 10.              | Dolph van der Scheer | Nizozemsko     | 8:43,3      | +23,7  |
|                  |                      |                |             |        |
| 32.              | Jaromír Turnovský    | Československo | 9:25,8      | +66,2  |
| 34.              | Oldřich Hanč         | Československo | 10:03,0*    | +103,4 |

* pád

### 10 000 m
| Pořadí           | Jméno             | Země                   | Čas          | Ztráta |
| ---------------- | ----------------- | ---------------------- | ------------ | ------ |
| Zlatá medaile    | Ivar Ballangrud   | Norsko                 | 17:24,3 (OR) | 0,0    |
| Stříbrná medaile | Birger Wasenius   | Finsko                 | 17:28,2      | +3,9   |
| Bronzová medaile | Max Stiepl        | Rakousko               | 17:30,0      | +5,7   |
| 4.               | Charles Mathiesen | Norsko                 | 17:41,2      | +16,9  |
| 5.               | Ossi Blomqvist    | Finsko                 | 17:42,4      | +18,1  |
| 6.               | Jan Langedijk     | Nizozemsko             | 17:43,7      | +19,4  |
| 7.               | Antero Ojala      | Finsko                 | 17:46,6      | +22,3  |
| 8.               | Eddie Schroeder   | Spojené státy americké | 17:52,0      | +27,7  |
| 9.               | Janusz Kalbarczyk | Polsko                 | 17:54,0      | +29,7  |
| 10.              | Michael Staksrud  | Norsko                 | 17:56,7      | +32,4  |

## Program
| Den   | Datum          | Závod         |
| ----- | -------------- | ------------- |
| den 6 | 11. února 1936 | 500 m muži    |
| den 7 | 12. února 1936 | 5000 m muži   |
| den 8 | 13. února 1936 | 1500 m muži   |
| den 9 | 14. února 1936 | 10 000 m muži |

## Zúčastněné země
- Austrálie (1)
- Belgie (2)
- Československo (2)
- Estonsko (1)
- Finsko (5)
- Japonsko (7)
- Kanada (1)
- Lotyšsko (3)
- Maďarsko (1)
- Německo (2)
- Nizozemsko (5)
- Norsko (7)
- Polsko (1)
- Rakousko (8)
- Spojené státy americké (5)
- Švédsko (1)

### Československá výprava
Československou výpravu tvořili dva muži:
- Oldřich Hanč – 500 m (32. místo), 1500 m (35. místo), 5000 m (34. místo)
- Jaromír Turnovský – 500 m (30. místo), 1500 m (31. místo), 5000 m (32. místo)